# Such Nelli
Such Nelli (Békéscsaba, 1992. május 12.–) magyar kézilabdázó, jelenleg a Váci NKSE jobbszélsője.

## Pályafutása
Békéscsabán kezdett kézilabdázni, majd 2008-tól a Ferencvárosban ifjúsági csapatában folytatta pályafutását. 2010-ben bekerült a Fradi felnőtt keretébe, és a 2011-es, illetve a 2012-es KEK-győzelemnek is részese volt.
2012-ben tagja volt a csehországi junior világbajnokságon bronzérmet szerző junior kézilabda-válogatottnak is.

## Sikerei
- Nemzeti Bajnokság I:
  - Ezüstérmes: 2012
  - Bronzérmes: 2011
- EHF-kupagyőztesek Európa-kupája:
  - Győztes: 2011, 2012
- EHF-kupa:
  - Győztes: 2019